# VC Zschopau
Der Volleyball Club Zschopau e.V. ist ein deutscher Volleyballverein mit Sitz in der sächsischen Stadt Zschopau im Erzgebirgskreis.

## Geschichte
Der Verein wurde am 12. Juni 2015 aus der bestehenden Volleyball-Abteilung des TSV Zschopau heraus gegründet. Nach einem Jahr Übergangsphase übernahm der neue Verein dann zur Saison 2016/17 auch die Mannschaften und das Spielrecht der ersten Männer-Mannschaft in der Dritten Liga Ost. Unter neuer Leitung platzierte man sich zwar am Ende der Spielzeit nur auf dem ersten Nichtabstiegsplatz, konnte jedoch mit 29 Punkten einen Vorsprung von sechs Zählern auf den ersten Absteiger vorweisen. Bis heute konnte man die Liga halten und platzierte sich dabei immer in der unteren Tabellenhälfte.